# Кембел (Флорида)
Кембел (енгл. Campbell) насељено је место без административног статуса у америчкој савезној држави Флорида.

## Демографија
По попису из 2010. године број становника је 2.479, што је 198 (-7,4%) становника мање него 2000. године.
| Група             | 2000.         | 2010.         |
| Белци             | 2.470 (92,3%) | 1.969 (79,4%) |
| Афроамериканци    | 25 (0,9%)     | 56 (2,3%)     |
| Азијати           | 23 (0,9%)     | 34 (1,4%)     |
| Хиспаноамериканци | 119 (4,4%)    | 385 (15,5%)   |
| Укупно            | 2.677         | 2.479         |